# Progressione del record mondiale dei 200 metri piani femminili

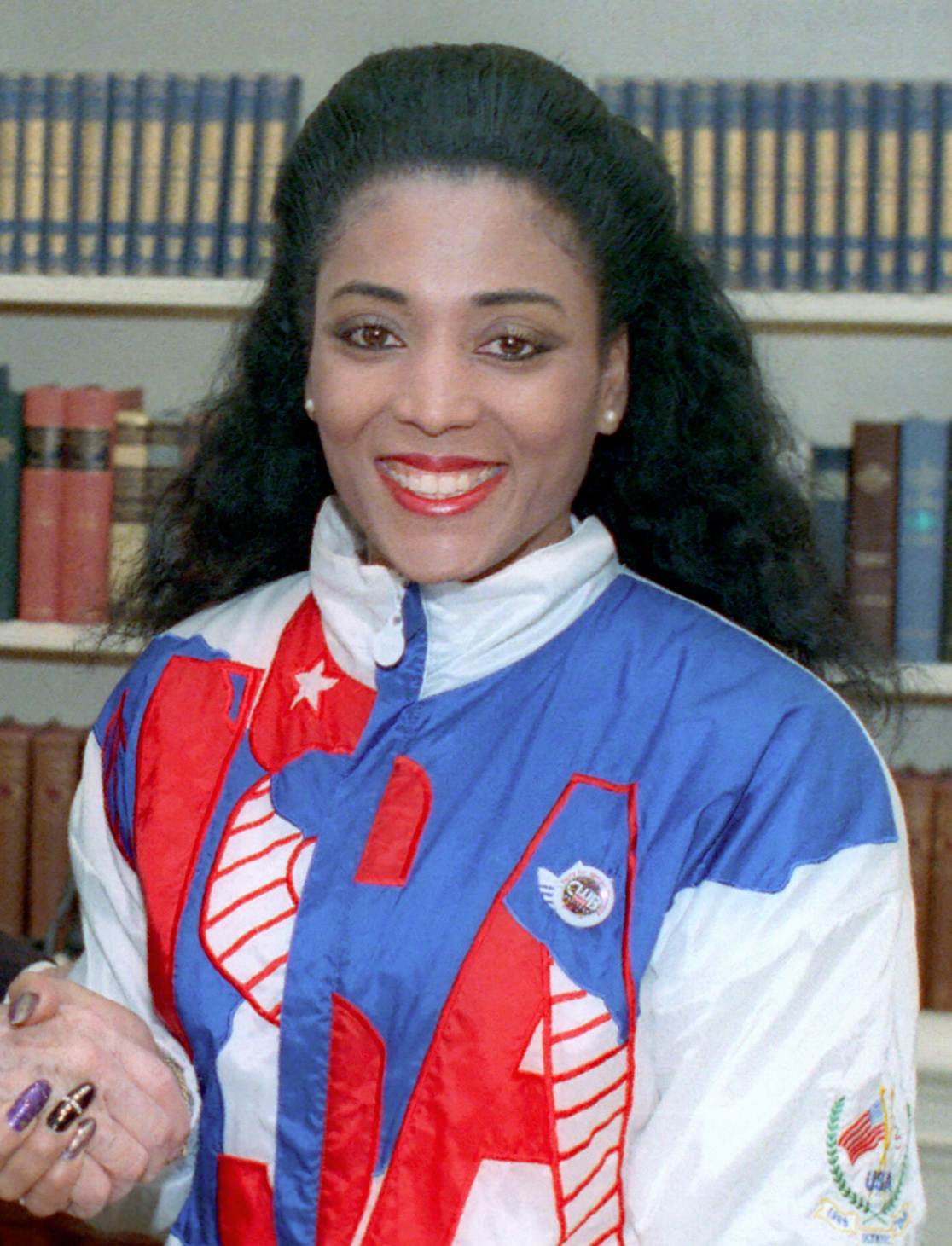
Florence Griffith-Joyner, detentrice del record mondiale della specialità

La voce seguente illustra la progressione del record mondiale dei 200 metri piani femminili di atletica leggera.
Il primo record mondiale femminile venne riconosciuto dalla federazione internazionale di atletica leggera nel 1922, mentre il primo record mondiale indoor risale al 1987. Dal 1975 la federazione internazionale ha accettato anche il cronometraggio elettronico per i record nelle distanze fino ai 400 metri e dal 1977 ha richiesto, per l'omologazione dei record, unicamente il cronometraggio elettronico al centesimo di secondo.
La polacca Irena Szewińska, col tempo di 22"21 corso nel 1974, è stata riconosciuta come prima detentrice del record mondiale con cronometraggio elettronico. Ad oggi, la World Athletics ha ratificato ufficialmente 27 record mondiali assoluti e 4 record mondiali indoor di specialità.

## Progressione

### Record assoluti
| Tempo                      | Vento (m/s) | Atleta                   | Nazione      | Luogo                         | Data              | Note  |
| -------------------------- | ----------- | ------------------------ | ------------ | ----------------------------- | ----------------- | ----- |
| 27"8 m                     | nw          | Alice Cast               | Regno Unito  | Parigi, Francia               | 20 agosto 1922    | +     |
| 26"8 m                     | nw          | Mary Lines               | Regno Unito  | Waddon, Regno Unito           | 23 settembre 1922 | y     |
| 26"2 m                     | nw          | Eileen Edwards           | Regno Unito  | Londra, Regno Unito           | 20 agosto 1924    | y     |
| 26"0 m                     | nw          | Eileen Edwards           | Regno Unito  | Parigi, Francia               | 3 ottobre 1926    |       |
| 25"4 m                     | nw          | Eileen Edwards           | Regno Unito  | Berlino, Germania             | 12 giugno 1927    |       |
| 24"6 m                     | nw          | Tollien Schuurman        | Paesi Bassi  | Bruxelles, Belgio             | 13 agosto 1933    |       |
| 23"6 m                     | nw          | Stanisława Walasiewicz   | Polonia      | Varsavia, Polonia             | 4 agosto 1935     |       |
| 23"6 m                     | nw          | Marjorie Jackson         | Australia    | Helsinki, Finlandia           | 25 luglio 1952    | [ 4 ] |
| 23"4 m                     | nw          | Marjorie Jackson         | Australia    | Helsinki, Finlandia           | 25 luglio 1952    | [ 5 ] |
| 23"2 m                     | nw          | Betty Cuthbert           | Australia    | Sydney, Australia             | 16 settembre 1956 |       |
| 23"2 m                     | nw          | Betty Cuthbert           | Australia    | Hobart, Australia             | 7 marzo 1960      | y     |
| 22"9 m                     | +1,4        | Wilma Rudolph            | Stati Uniti  | Corpus Christi, Stati Uniti   | 9 luglio 1960     |       |
| 22"9 m                     | 0,0         | Margaret Burvill         | Australia    | Perth, Australia              | 22 febbraio 1964  | y     |
| 22"7 m                     | +0,8        | Irena Szewińska          | Polonia      | Varsavia, Polonia             | 8 agosto 1965     |       |
| 22"5 m                     | +2,0        | Irena Szewińska          | Polonia      | Città del Messico, Messico    | 18 ottobre 1968   | [ 6 ] |
| 22"4 m                     | +0,8        | Chi Cheng                | Taiwan       | Monaco, Germania Ovest        | 12 luglio 1970    | [ 7 ] |
| 22"4 m                     | +1,1        | Renate Stecher           | Germania Est | Monaco, Germania Ovest        | 7 settembre 1972  | [ 8 ] |
| 22"1 m                     | +1,6        | Renate Stecher           | Germania Est | Dresda, Germania Est          | 21 luglio 1973    | [ 9 ] |
| 22"1 m                     | +1,9        | Irena Szewińska          | Polonia      | Potsdam, Germania Est         | 13 giugno 1974    |       |
| Cronometraggio elettronico |             |                          |              |                               |                   |       |
| 22"21                      | +1,9        | Irena Szewińska          | Polonia      | Potsdam, Germania Est         | 13 giugno 1974    |       |
| 22"06                      | +1,2        | Marita Koch              | Germania Est | Erfurt, Germania Est          | 28 maggio 1978    |       |
| 22"02                      | -1,4        | Marita Koch              | Germania Est | Lipsia, Germania Est          | 3 giugno 1979     |       |
| 21"71                      | +0,7        | Marita Koch              | Germania Est | Karl-Marx-Stadt, Germania Est | 10 giugno 1979    |       |
| 21"71                      | +0,3        | Marita Koch              | Germania Est | Potsdam, Germania Est         | 21 luglio 1984    |       |
| 21"71                      | +1,2        | Heike Drechsler          | Germania Est | Jena, Germania Est            | 29 giugno 1986    |       |
| 21"71                      | -0,8        | Heike Drechsler          | Germania Est | Stoccarda, Germania Ovest     | 29 agosto 1986    |       |
| 21"56                      | +1,7        | Florence Griffith-Joyner | Stati Uniti  | Seul, Corea del Sud           | 29 settembre 1988 |       |
| 21"34                      | +1,3        | Florence Griffith-Joyner | Stati Uniti  | Seul, Corea del Sud           | 29 settembre 1988 |       |

### Record indoor
| Tempo | Atleta          | Nazione      | Luogo                     | Data             | Note |
| ----- | --------------- | ------------ | ------------------------- | ---------------- | ---- |
| 22"27 | Heike Drechsler | Germania Est | Indianapolis, Stati Uniti | 7 marzo 1987     |      |
| 22"24 | Merlene Ottey   | Giamaica     | Sindelfingen, Germania    | 3 marzo 1991     |      |
| 22"24 | Merlene Ottey   | Giamaica     | Siviglia, Spagna          | 10 marzo 1991    |      |
| 21"87 | Merlene Ottey   | Giamaica     | Liévin, Francia           | 13 febbraio 1993 |      |